# III Ульпиева когорта пафлагонцев
III Ульпиева конная когорта пафлагонцев (лат. cohors III Ulpia Paphlagonum equitata) — вспомогательное подразделение армии Древнего Рима.
Данное подразделение впервые упоминается в военном дипломе из Сирии, датированном 28 сентября 157 года. Когорта принимала участие в парфянской кампании Луция Вера. Она входила в состав сводного кавалерийского отряда, составленного из конных когорт, которым предводительствовал Марк Валерий Лоллиан. Существует надпись из Цезареи в Мавретании Цезарейской, посвященная одному из префектов когорты, Юлию, который, по всей видимости, был уроженцем тех мест.